# 176 (číslo)
Sto sedmdesát šest je přirozené číslo, které následuje po čísle sto sedmdedesát pět a předchází číslu sto sedmdesát sedm. Římskými číslicemi se zapisuje CLXXVI.

## Chemie
- 176 je nukleonové číslo třetího nejméně běžného izotopu ytterbia, méně běžného z obou přírodních izotopů lutecia a také druhého nejméně běžného izotopu hafnia.[1]

## Matematika
- abundantní číslo
- šťastné číslo
- nepříznivé číslo

- pětiúhelníkové a osmiúhelníkové číslo

## Doprava
- Silnice II/176 je česká silnice II. třídy vedoucí na trase Březnice – Starý Smolivec[2]

## Astronomie
- 176 Iduna je planetka hlavního pásu.
- Gliese 176 je červený trpaslík v souhvězdí Býka a Gliese 176 b kolem něj obíhající exoplaneta patřící mezi superzemě.

## Roky
- 176
- 176 př. n. l.